# بروس هوفمان
بروس هوفمان (بالإنجليزية: Bruce Hoffman)‏ هو كاتب أمريكي، ولد في 1954 في نيويورك في الولايات المتحدة.